# Heresznye
Heresznye är ett samhälle i provinsen Somogy i Ungern. Heresznye ligger i distriktet Barcs och har en area på 9,90 km². År 2019 hade Heresznye totalt 223 invånare.